# Żyłgorodok (obwód orenburski)
Żyłgorodok (ros. Жилгородок) – osiedle w Rosji, w obwodzie orenburskim, w rejonie sakmarskim. W 2010 liczyło 1666 mieszkańców.